# Cuillère de bois
Pour les articles homonymes, voir Cuillère en bois et Cuillère (homonymie).

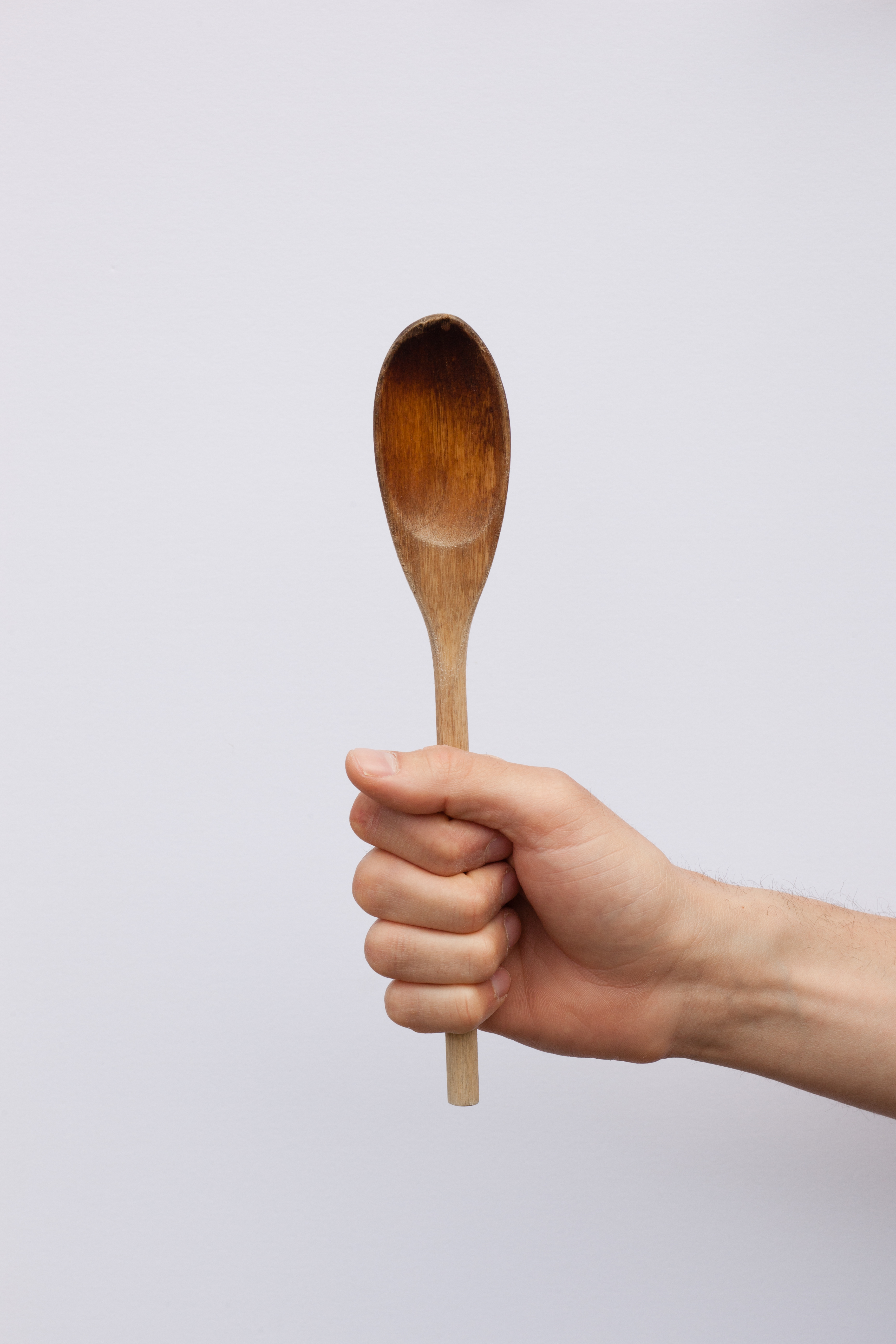
Une cuillère de cuisine en bois.

En rugby à XV, la Cuillère de bois (Wooden Spoon en anglais, Cucchiaio di legno en italien) est une « récompense » virtuelle du Tournoi des Six Nations de rugby à XV et de ses prédécesseurs (Tournoi des Cinq Nations et Tournoi britannique de rugby à XV (Home Nations Championship)) pour l’équipe classée seule dernière ou ayant perdu tous ses matchs.
Cet anti-trophée est issu d’une tradition de l’examen en mathématiques de l’université de Cambridge où la cuillère de bois « récompensait » l’élève le moins bien classé parmi tous ceux qui obtenaient le diplôme. 
De manière plus étendue, l’expression « cuillère de bois » désigne parfois le dernier concurrent ou la dernière équipe d’un classement sportif ou qui a perdu toutes ses rencontres.

## Attribution
Suivant les sources, elle est attribuée :
- soit à l’équipe qui termine seule dernière, cette définition a la préférence des usages britanniques, irlandais et italien[1],[2] ;
- soit à celle qui perd tous ses matches, définition la plus couramment utilisée par les Français[3] (dans ce cas-là, si on attribue la Cuillère de bois à l’équipe qui termine seule dernière comme le font les nations anglophones, on privilégie le terme Whitewash (« blanchir »)[Note 1]).

Ainsi, lors du Tournoi des Six Nations 2013, les médias des autres nations du Tournoi considèrent que la France, dernière du classement, a remporté la Cuillère de bois,,, alors que la presse française, s’appuyant seulement sur la seconde version déclare que le XV de France l’a évitée dès lors qu’il n’a pas perdu tous ses matches, ayant fait match nul face au XV du Trèfle et gagné contre l’Écosse.

## Origines et histoire
La Rugby Football Union (RFU), équivalent anglais de la FFR, raconte que la tradition vient de l’université de Cambridge. Le major de la promotion en mathématiques était le Senior Wrangler (SW) tandis que l’étudiant diplômé qui obtenait la plus mauvaise note en mathématiques recevait la Wooden Spoon (WS), soit les initiales inverses.
Il existe différentes légendes pour expliquer le transfert de cette tradition universitaire vers le Tournoi, :
- la tradition de Cambridge serait arrivée dans le rugby au XIXe siècle par le fait que ce sport comptait de nombreux étudiants de Cambridge dans ses rangs. La première cuillère aurait été remise en 1884 (après la deuxième édition du Tournoi) à l’Irlande, à l’époque du Tournoi des quatre nations britanniques (sans la France). William Bolton, facétieux étudiant du XV d’Angleterre, aurait décidé ses camarades à offrir cet objet dérisoire aux joueurs du XV irlandais. Bolton aurait acheté cette cuillère dans les Grisons pendant ses vacances, il s’agirait d'une de ces grosses cuillères de bois à l’aide desquelles les fromagers suisses tournent la pâte. Les Irlandais auraient joyeusement reçu le cadeau et la nouvelle tradition se créa. La cuillère aurait disparu une décennie plus tard environ, dérobée à Londres par un étudiant écossais[réf. nécessaire] ;
- à partir de 1910, les résultats des étudiants de l’université de Cambridge n’étaient plus affichés par mérite mais par ordre alphabétique et la remise de la Cuillère de bois s’est brusquement arrêtée à l’université. La Cuillère de bois du Tournoi aurait été créée la même année par des journalistes sportifs pour préserver la tradition de Cambridge. Il n’y aurait cependant, selon cette version, jamais eu de trophée physique symbolisant la cuillère de bois.

Un livre publié en 1892, Rugby Football du pasteur F. Marshall explique que, « ayant perdu ses trois matchs, le pays de Galles gagne ainsi la Cuillère de bois du football international cette saison ». Un autre article, paru en 1894 dans le South Wales Daily Post, parle de l’« ignominieuse Cuillère de bois » (« ignominious Wooden Spoon ») dans le cadre du Tournoi. Ce livre et cet article discréditent la légende de 1910 puisque le terme était déjà utilisé dix-huit et seize ans plus tôt.
En 1983, est créée la Wooden Spoon Society, une association caritative anglo-irlandaise parrainée par la princesse Anne. Cette association vient en aide aux enfants défavorisés à travers la mise en place de projets autour du rugby.
L’année suivante, en 1984, avant que le Tournoi ne commence, pour les cent ans de la première cuillère en bois, des supporters irlandais ont offert à leurs homologues anglais une nouvelle cuillère de bois, l’Angleterre ayant terminé dernière lors de l’édition précédente en 1983 sans avoir gagné un seul match (mais toutefois en évitant le Whitewash, ayant fait un match nul). Cette cuillère en bois est conservée au musée du rugby de Twickenham.

## «Palmarès» par nation
Les tableaux suivants dressent les années où une équipe a terminé seule dernière du Tournoi (ou, dans le cadre d’un Tournoi resté inachevé, était certaine de terminer seule dernière même si les matches non joués l’avaient été).
- Les années avec uniquement des défaites sont signalées en gras.

### Tournoi britannique (de 1882 à 1909)
| Nation         | Seule dernière | Éditions                                       |
| -------------- | -------------- | ---------------------------------------------- |
| Irlande        | 8              | 1884, 1890, 1891, 1893, 1895, 1900, 1904, 1909 |
| Angleterre     | 7              | 1887, 1899, 1901, 1903, 1905, 1906, 1907       |
| Pays de Galles | 1              | 1892                                           |
| Écosse         | 1              | 1902                                           |

Remarques :
- Pour le tout premier tournoi en 1882-1883, la compétition reste inachevée : le pays de Galles et l'Irlande perdant leurs deux matches sans avoir joué entre eux. Toutefois, le résultat de ce match non joué ne remet pas en cause la victoire de l'Angleterre.
- En 1885, le tournoi est de même resté inachevé et l’Irlande avait perdu ses deux matches joués (whitewash) mais une victoire des Irlandais contre les Gallois (match non joué) aurait laissé la dernière place au pays de Galles. Cependant, le match non joué entre l'Angleterre et l'Écosse étant décisif pour désigner le vainqueur du tournoi, aucun classement officiel n'est établi.
- En 1886, le tournoi est de nouveau inachevé ; pays de Galles et Irlande avaient perdu leurs deux seuls matches joués (whitewash) mais n’avaient une fois de plus pas joué entre eux. L'Écosse et l'Angleterre avec deux victoires chacune et ayant fait match nul entre elles, ne pouvant être rejointes, sont déclarées conjointement vainqueures.
- En 1888 et 1889, l’Angleterre ayant été boycottée par les trois autres nations, ces tournois sont restés inachevés ; le pays de Galles avait perdu ses deux matches joués en 1889 (whitewash). Pas de classement officiel.

### Tournoi des Cinq Nations (de 1910 à 1931)
| Nation         | Seule dernière | Années                             |
| -------------- | -------------- | ---------------------------------- |
| France         | 6              | 1910, 1912, 1913, 1925, 1926, 1929 |
| Écosse         | 2              | 1911, 1930                         |
| Irlande        | 1              | 1920                               |
| Angleterre     | 1              | 1931                               |
| Pays de Galles | 0              | —                                  |

Remarque :
- En 1914, le Tournoi reste inachevé ; l'Écosse et la France ont perdu leurs trois matches joués (Whitewash) mais les Écossais refusent de jouer contre les Français en raison de violences l’année précédente. L’Angleterre gagne le tournoi en réalisant le Grand Chelem.

### Tournoi britannique (de 1932 à 1939)
| Nation         | Seule dernière | Années                 |
| -------------- | -------------- | ---------------------- |
| Écosse         | 4              | 1932, 1935, 1936, 1939 |
| Irlande        | 2              | 1934, 1938             |
| Pays de Galles | 1              | 1937                   |
| Angleterre     | 0              | —                      |

### Tournoi des Cinq Nations (de 1947 à 1999)
| Nation         | Seule dernière | Années                                                                             |
| -------------- | -------------- | ---------------------------------------------------------------------------------- |
| Irlande        | 14             | 1955, 1958, 1960, 1961, 1962, 1964, 1977, 1981, 1984, 1986, 1992, 1996, 1997, 1998 |
| Écosse         | 13             | 1947, 1952, 1953, 1954, 1956, 1959, 1965, 1968, 1971, 1978, 1979, 1985, 1994       |
| Angleterre     | 9              | 1948, 1950, 1966, 1972, 1974, 1975, 1976, 1983, 1987                               |
| Pays de Galles | 6              | 1949, 1963, 1967, 1990, 1993, 1995                                                 |
| France         | 3              | 1957, 1969, 1999                                                                   |

Remarque :
À partir de 1993, une règle de départage existe pour les équipes à égalité de points de classement et ne sont plus classés ex æquo que les équipes ayant, en plus du même nombre de points de classement (2 points pour une victoire et 1 point pour un nul ou, à partir de 2017, 4 points pour une victoire et 2 points pour un nul auxquels on ajoute d'éventuels bonus offensif, défensif et de Grand Chelem), la même différence de points marqués et en même temps le même nombre d’essais marqués. Ce cas de figure n’étant jamais arrivé depuis 1993, il n’y a plus jamais eu d’équipes avec le même classement lors d’une même édition depuis 1992 (France, Écosse et pays de Galles deuxièmes ex æquo) et plus de derniers ex æquo depuis 1991 (pays de Galles et Irlande).

### Tournoi des Six Nations (depuis 2000)
| Nation         | Seule dernière | Années |
| -------------- | -------------- | --- |
| Italie         | 18             | 2000, 2001, 2002, 2005, 2006, 2008, 2009, 2010, 2011, 2014, 2016, 2017, 2018, 2019, 2020, 2021, 2022, 2023 |
| Écosse         | 4              | 2004, 2007, 2012, 2015                                                                                     |
| Pays de Galles | 3              | 2003, 2024, 2025                                                                                           |
| France         | 1              | 2013 |
| Irlande        | 0              | — |
| Angleterre     | 0              | — |

### Tableaux récapitulatifs
Dernière mise à jour après le Tournoi 2025 :
| Nation         | Tournois disputés | Seule dernière | % de dernière place seule / Tournois disputés | Nombre de fois que des défaites | % que des défaites / Tournois disputés |
| -------------- | ----------------- | -------------- | --------------------------------------------- | ------------------------------- | -------------------------------------- |
| Irlande        | 131               | 25             | 19,1 %                                        | 17                              | 13,0 %                                 |
| Écosse         | 131               | 24             | 18,3 %                                        | 16                              | 12,2 %                                 |
| Italie         | 26                | 18             | 69,2 %                                        | 12                              | 46,2 %                                 |
| Angleterre     | 0129              | 17             | 13,2 %                                        | 7                               | 5,4 %                                  |
| Pays de Galles | 131               | 11             | 8,4 %                                         | 10                              | 7,6 %                                  |
| France         | 96                | 10             | 10,4 %                                        | 8                               | 8,3 %                                  |

Nombre de Cuillères de bois (avec tous les matches perdus, whitewash) :
| Nation         | Nombre | Années                                                                                         |
| -------------- | ------ | ---------------------------------------------------------------------------------------------- |
| Irlande        | 016    | 1884, 1885, 1886, 1891, 1895, 1909, 1920, 1934, 1938, 1960, 1977, 1981, 1984, 1986, 1992, 1998 |
| Écosse         | 16     | 1902, 1911, 1914, 1932, 1936, 1939, 1947, 1952, 1953, 1954, 1968, 1978, 1985, 2004, 2012, 2015 |
| Italie         | 12     | 2001, 2002, 2005, 2009, 2014, 2016, 2017, 2018, 2019, 2020, 2021, 2023                         |
| Pays de Galles | 09     | 1886, 1889, 1892, 1937, 1990, 1995, 2003, 2024, 2025                                           |
| France         | 8      | 1910, 1912, 1913, 1914, 1925, 1926, 1929, 1957                                                 |
| Angleterre     | 7      | 1899, 1901, 1903, 1905, 1907, 1972, 1976                                                       |

Remarque :
1. 1 2  Le Tournoi britannique de 1882-1883, où pays de Galles et Irlande ont perdu leurs deux matches mais n’ont pas joué entre eux, est comptabilisé dans l’avant-dernier tableau mais n’est pas répertorié dans le dernier tableau puisque la tradition de la Cuillère de bois n’aurait débuté qu’en 1884, d’où une différence de 1 pour ces deux nations entre le nombre de tournois disputés avec que des défaites et le nombre de cuillères de bois avec tous les matchs perdus (whitewash).

## Cuillère de bois du tournoi féminin
Le tournoi des Six Nations féminin est comparativement beaucoup plus récent puisqu’il commence sous la forme d’un tournoi britannique en  1996 et prend son format actuel en 2007.
Dernières mises à jour après le tournoi 2024 :
| Nation         | Tournois disputés | Nombre de fois seule dernière | % Seule dernière / tournois disputés | Nombre de fois que des défaites | % que des défaites / tournois disputés |
| -------------- | ----------------- | ----------------------------- | ------------------------------------ | ------------------------------- | -------------------------------------- |
| Écosse         | 29                | 9                             | 31,0 %                               | 9                               | 31,0 %                                 |
| Pays de Galles | 29                | 8                             | 27,6 %                               | 4                               | 13,8 %                                 |
| Irlande        | 27                | 6                             | 22,2 %                               | 6                               | 22,2 %                                 |
| Italie         | 18                | 3                             | 16,7 %                               | 3                               | 16,7 %                                 |
| Espagne        | 7                 | 2                             | 28,6 %                               | 2                               | 28,6 %                                 |
| France         | 25                | 0                             | 0 %                                  | 0                               | 0 %                                    |
| Angleterre     | 29                | 0                             | 0 %                                  | 0                               | 0 %                                    |

Nombre de Cuillères de bois (avec que des défaites, whitewash) :
| Nation         | Nombre de fois que des défaites | Années                                               |
| -------------- | ------------------------------- | ---------------------------------------------------- |
| Écosse         | 9                               | 2008, 2011, 2012, 2013, 2014, 2015, 2016, 2019, 2022 |
| Irlande        | 6                               | 1997, 1998, 1999, 2002, 2004, 2023                   |
| Pays de Galles | 4                               | 2000, 2001, 2020, 2021                               |
| Italie         | 3                               | 2007, 2009, 2017                                     |
| Espagne        | 2                               | 2003, 2006                                           |
| Angleterre     | 0                               |                                                      |
| France         | 0                               |                                                      |

Remarques :
- en 1996, Irlande, pays de Galles et Écosse toutes trois dernières (pas de critères de départage), c’est la seule édition féminine avec aucune équipe classée seule dernière ;
- en 2005, en 2010, en 2018 et en 2024, l’équipe dernière (le pays de Galles à chaque fois) évite de perdre la totalité de ses matchs (avec un nul en 2005 et une victoire lors des trois autres éditions) ;
- en 2020, l’équipe féminine du pays de Galles termine seule dernière en ayant perdu ses quatre matchs joués (whitewash), toutefois en raison de l’épidémie de covid-19 trois matchs n’ont pas pu être joués (dont un du pays du Galles, celui contre l’Écosse) et Italie et Écosse auraient pu encore terminer dernière si ces matchs avaient été joués. Le classement complet de cette édition a malgré tout été validé par les organisateurs ;
- en 2021, toujours en raison de l’épidémie de covid-19, le format du tournoi est modifié avec deux poules de trois puis des matchs de classement, le pays de Galles termine dernière de sa poule en perdant ses deux matchs puis perd son match de classement ; elle est donc dernière avec whitewash en ayant perdu tous les matchs prévus mais n’a rencontré ni Angleterre ni Italie.